# Kapitan Newman
Kapitan Newman (tytuł oryg. Captain Newman, M.D.) – amerykański komediodramat z 1963 w reżyserii Davida Millera. W rolach głównych wystąpili Gregory Peck, Tony Curtis i Angie Dickinson. Scenariusz Richarda L. Breena, Henry’ego Ephrona i Phoebe Ephron oparto na książce Leo Rostena z 1961.
Danny Thomas i Richard Crenna wyprodukowali półgodzinny telewizyjny odcinek pilotażowy dla ABC-TV pod tytułem „Capt. Newman”, wyemitowany 8 sierpnia 1972. W głównej roli wystąpił Jim Hutton, a partnerowali mu Joan Van Ark i Bill Fiore.

## Fabuła
Podczas II wojny światowej kapitan Josiah J. Newman (Gregory Peck) prowadzi jednostkę medyczną, w której zajmuje się leczeniem żołnierzy z ich nerwic i psychoz, aby mogli wrócić do służby, będącej przyczyną problemów. W tych wysiłkach dołącza do niego kapral Jackson „Jake” Leibowitz (Tony Curtis). Nie ma on wykształcenia medycznego, ale jest ekspertem w ludzkim zrozumieniu, współczuciu, oszustwach oraz w drobnych kradzieżach, ponieważ kradnie to, co jest potrzebne. Z uwagi na to, że rehabilitacja żołnierzy przedłuża się, Newman dostaje wsparcie w postaci pielęgniarki, porucznik Francie Corum (Angie Dickinson). Wspólnym wysiłkiem cała trójka pomaga wielu żołnierzom odzyskać zdrowie i równowagę psychiczną, zdając sobie jednocześnie sprawę, że w ten sposób zapewniają im powrót na front.

## Obsada
Opracowano na podstawie materiału źródłowego:

- Gregory Peck – kapitan Josiah J. Newman, USAR
- Tony Curtis – kapral Jackson „Jake” Leibowitz, USAAF
- Angie Dickinson – porucznik Francie Corum, USAR
- Eddie Albert – pułkownik Norval Algate Bliss, USAAF
- Bobby Darin – kapral Jim Tompkins, USAAF
- Bethel Leslie – pani Helene Winston
- Robert Duvall – kapitan Paul Cabot Winston
- James Gregory – pułkownik Edgar Pyser, USAAF
- Dick Sargent – porucznik Belden „Barney” Alderson
- Larry Storch – kapral Gavoni
- Jane Withers – porucznik Grace Blodgett
- Vito Scotti – major Alfredo Fortuno, włoski jeniec wojenny
- Gregory Walcott – kapitan Howard
- Robert F. Simon – podpułkownik M.B. Larrabee
- Paul Carr – Arthur Werbel
- Charlie Briggs – Gorkow
- Barry Atwater – major Dawes

## Nagrody i nominacje
| Rok ceremonii | Nagroda                         | Kategoria                                           | Odbiorcy i nominowani                         | Wynik     | Źródło        |
| ------------- | ------------------------------- | --------------------------------------------------- | --------------------------------------------- | --------- | ------------- |
| 1964          | Nagroda Akademii Filmowej       | Najlepszy aktor drugoplanowy                        | Bobby Darin                                   | Nominacja | [ 8 ]         |
| 1964          | Nagroda Akademii Filmowej       | Najlepszy dźwięk                                    | Waldon O. Watson                              | Nominacja | [ 8 ]         |
| 1964          | Nagroda Akademii Filmowej       | Najlepszy scenariusz                                | Richard L. Breen, Henry Ephron, Phoebe Ephron | Nominacja | [ 8 ]         |
| 1964          | Writers Guild of America Awards | Najlepszy scenariusz dramatyczny                    | Richard L. Breen, Henry Ephron, Phoebe Ephron | Nominacja | [ 10 ]        |
| 1964          | Złoty Glob                      | Najlepszy film dramatyczny                          | Kapitan Newman                                | Nominacja | [ 11 ]        |
| 1964          | Złoty Glob                      | Najlepszy film promujący międzynarodowe zrozumienie | Kapitan Newman                                | Nominacja | [ 11 ]        |
| 1964          | Złoty Glob                      | Najlepszy aktor w filmie dramatycznym               | Gregory Peck                                  | Nominacja | [ 11 ] [ 12 ] |
| 1964          | Złoty Glob                      | Najlepszy aktor drugoplanowy                        | Bobby Darin                                   | Nominacja | [ 11 ]        |